# Muehlenbeckia gracillima
Muehlenbeckia gracillima är en slideväxtart som beskrevs av Meissn.. Muehlenbeckia gracillima ingår i släktet sliderankor, och familjen slideväxter. Inga underarter finns listade i Catalogue of Life.